# شهاب‌الدین عمر سهروردی
ابوحفص عمر بن عبدالله شهاب الدین سهروردی فقیه شافعی، از نامدارترین شیوخ تصوف و موسس سلسله‌ی سهروردیه و شیخ‌الشیوخ بغداد بوده است که میان سال‌های ۵۴۲ تا ۶۳۲ قمری می‌زیسته است و در سال‌های میان ۶۲۰ تا ۶۳۲ قمری در بغداد درگذشته و در مقبره‌ای به نام وردیه دفن شده‌است. او ساکن بغداد بوده و به دربار خلیفه هم رفت‌وآمد داشته است.
سعدی شیرازی ، کمال الدین اسمعیل اصفهانی ، نجیب الدین علی بن بزغش شیرازی و بهاءالدین زکریاء مولتانی از مریدان او بوده‌اند. سهروردی مذهب شافعی داشته، برادرزادهٔ ابوالنجیب سهروردی و جانشین او در طریقت بوده است.

## آثار
کتاب‌های منسوب به او شامل:
- کتاب المعتقد
- جذب القلوب الی مواصلةالمحبوب
- اعلام الهدی فی عقیدة ارباب التقی
- رشف النصایح الایمانیه و کشف الفضایح الیونانیه
- آداب خلوت
- ادله العیان علی البرهان
- ارشاد المریدین و اتحاد الطالبین
- اسرار العارفین و سیر الطالبین
- الاسماء الاربعون
- رساله فی السلوک
- کتاب عوارف المعارف، این کتاب که شهرت جهانی را برای وی به ارمغان آورد و اهمیت آن در بیشتر نقاط قلمرو اسلامی آنچنان بوده که تدریس آن به عنوان شرط اول تأسیس خانقاه به شمار می‌رفته است. قدیمترین ترجمه فارسی این کتاب توسط اسماعیل بن عبدالمؤمن بن عبدالجلیل بن ابی منصور ماشاده (ابومنصور عبدالمومن اصفهانی) در سال ۶۵۵ ق انجام شده است.[۲] ترجمه دیگر از صدرالدین جنید بن فضل‌الله بن عبدالرحمن شیرازی (درگذشته ۷۹۱ ق) است که در شرح و توضیح معارف العوارف (ترجمه عوارف المعارف) اثر ظهیرالدین عبدالرحمن شیرازی (درگذشته ۷۱۶ ق) نگاشته شده است.[۳] کتاب مصباح الهدایه و مفتاح الکفایه نیز ترجمه فارسی و رسا از کتاب عوارف المعارف در ذکر مبانی تصوف، سیر و سلوک و رسوم و آداب صوفیه است.[۴] ترجمه دیگر این کتاب اثر ظهیرالدین عبدالرحمن بن نجیب الدین علی بزغش شیرازی (فرزند نجیب‌الدین علی بن بزغش شیرازی، درگذشته ۷۱۶ ق) است. کمال‌زاده چلبی و بهبودعلی خراسانی نیز از دیگر مترجمان این اثر سهروردی هستند.[۵]